# Thomisus lobosus
Thomisus lobosus là một loài nhện trong họ Thomisidae.
Loài này thuộc chi Thomisus. Thomisus lobosus được Benoy Krishna Tikader miêu tả năm 1965.

## Hình ảnh

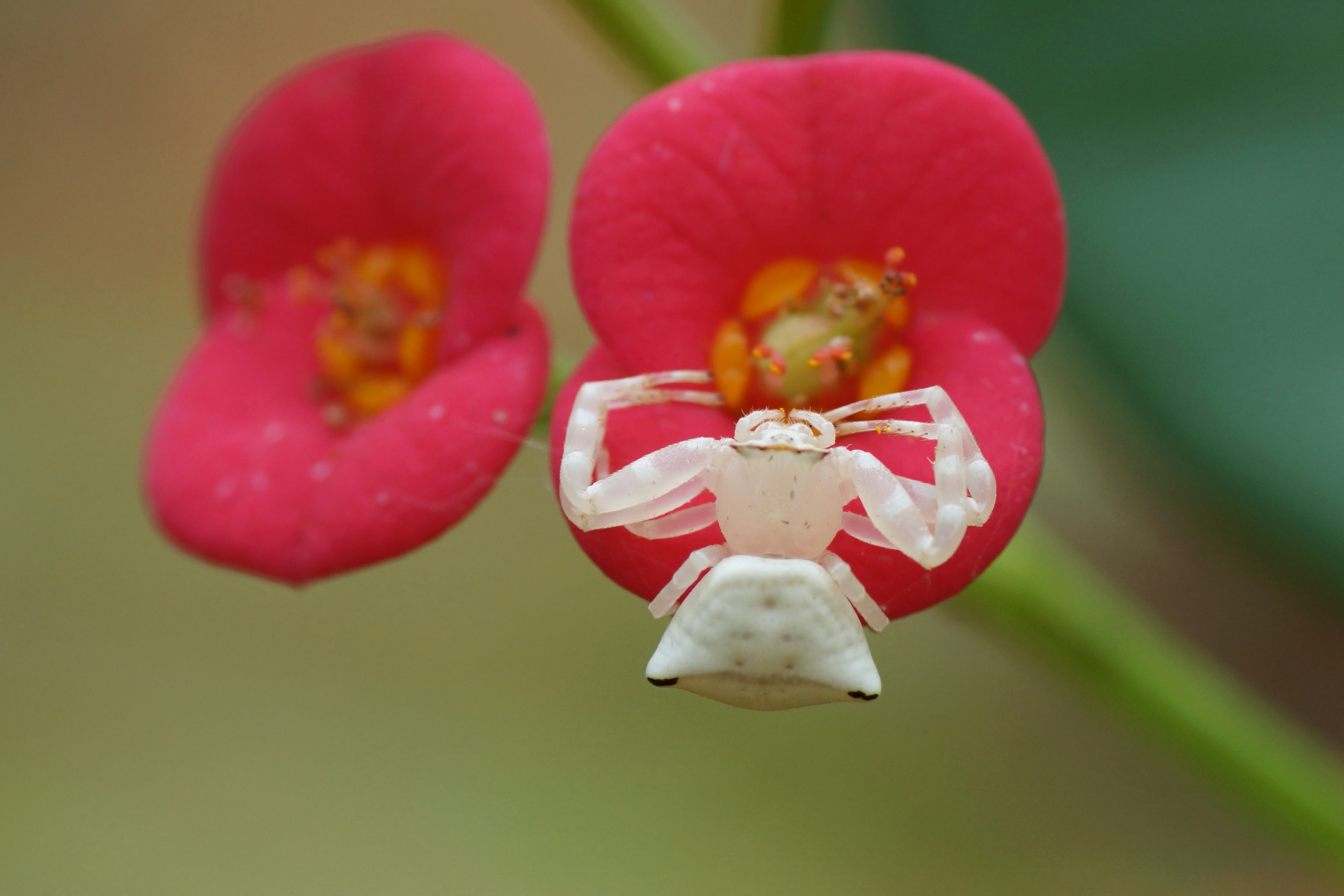